# Église catholique au Qatar

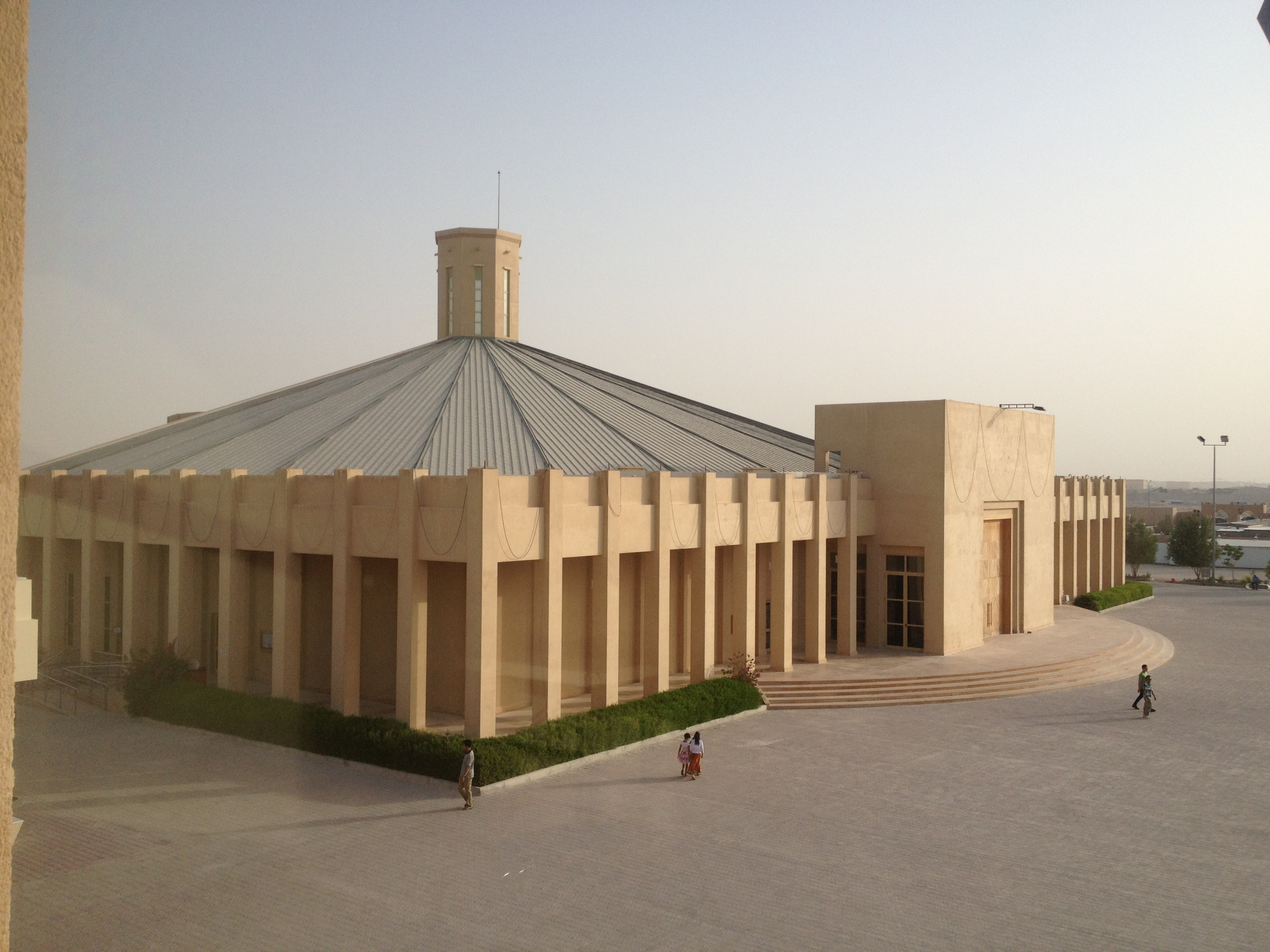
Façade de l'église Notre-Dame du Rosaire à Doha, Qatar

L'Église catholique au Qatar (en arabe : الرومانية الكاثوليكية في قطر) désigne l'organisme institutionnel et sa communauté locale ayant pour religion le catholicisme au Qatar. Elle rassemble environ 200 000 fidèles, dont la plupart sont des travailleurs expatriés venus des Philippines, du Liban, d'Inde, d'Amérique du Sud et du Royaume-Uni. L'Église catholique du Qatar est rattachée au vicariat apostolique d'Arabie septentrionale.

## Historique
L'église Notre-Dame-du-Rosaire de Doha, consacrée le 14 mars 2008, est la première église catholique construite au Qatar et dans un émirat du Golfe. Sa construction, d'un coût de 15 millions de dollars, a en partie été financée par des fidèles catholiques de la péninsule arabique. Auparavant, les catholiques et autres confessions chrétiennes ne pouvaient célébrer le culte que de façon informelle dans des logements privés.